# Beri-beri
Beri-beri bolest je neurološki i kardiovaskularni poremećaj kojeg uzrokuje nedostatak vitamina B1. Beri-beri bolest predstavlja velik problem na Dalekom istoku, jer riža koju se tamo rabi u dnevnoj ishrani, sadrzi vitamin B1 u malim količinama. Beri-beri osim toga ponekada pojavljuje u poodmaklim fazama alkoholizma. Oštećenja koje izaziva bolest su najčešće bol u udovima i promjene u boji kože. 
Christiaan Eijkman je otkrio da tu bolest uzrokuje loša prehrana, a godine 1929. podijelio je Nobelovu nagradu za fiziologiju ili medicinu sa Sir Frederick Hopkinsom. 